# HexChat
HexChat ist ein freier IRC-Client basierend auf XChat. Im Februar 2024 wurde bekannt gegeben, dass es sich bei der Version 2.16.2 um die finale Version handle und die Weiterentwicklung durch den Maintainer damit enden werde.
HexChat verfügt über eine grafische Oberfläche und ist für die Betriebssysteme macOS, Linux und Windows verfügbar. Die Version für macOS wird jedoch seit Ende 2014 nicht mehr weiterentwickelt (letzte Version 2.10.2). Das Programm ist in 53 Sprachen verfügbar.
Durch die inoffizielle Einstellung und die Offenlegung des Quellcodes von XChat gründete Berke Viktor 2009 das Projekt HexChat, an dem insgesamt elf Entwickler gearbeitet haben. Das Programm wurde seitdem in vielen Teilen weiterentwickelt und bietet Schnittstellen für Plugins, die in den Programmiersprachen Perl und Python geschrieben werden können. Dadurch können im Programm weitreichende Anpassungen vorgenommen werden.
HexChat unterstützt alle gängigen Erweiterungen im IRC-Bereich. Hierzu zählen DCC Chat/Transfer, SASL und X.509-basierte Anmeldungen, benutzerdefinierte CTCP-Nachrichten, Proxys, Rechtschreibprüfung, Hervorhebungen und Designanpassung.